# یک موجود آرام
یک موجود آرام  (به انگلیسی: A Gentle Creature) عنوان فیلمی درام به نویسندگی و کارگردانی سرگئی لوزنیتسا، محصول کشور اوکراین می‌باشد. این فیلم برای بخش مسابقه هفتادمین جشنواره کن انتخاب شده است.

## داستان
زنی به تنهایی در حوالی روستایی در روسیه زندگی می‌کند. روزی بسته مرجوعی به دستش می‌رسد که آن را برای شوهر زندانی خود فرستاده بود. او تصمیم می‌گیرد خود به سمت آن زندان دورافتاده برود تا علت این موضوع را متوجه شود.

## بازیگران
- وسیلینا موکوزیاوا
- ولریو آندریتو
- سرگئی کولسو